# Sciadia innuptaria
Sciadia innuptaria är en fjärilsart som beskrevs av Herrich-Schäffer 1852. Sciadia innuptaria ingår i släktet Sciadia och familjen mätare. Inga underarter finns listade.